# Parapeggia taiwana
Parapeggia taiwana är en insektsart som beskrevs av Yang och Wu 1993. Parapeggia taiwana ingår i släktet Parapeggia och familjen Derbidae. Inga underarter finns listade i Catalogue of Life.